# たえこ・まなみのアンダンテ♡カフェ
『たえこ・まなみのアンダンテ♡カフェ』は、2016年4月2日から9月24日までの北陸放送（MROラジオ）で毎週土曜日17:00 - 17:30（JST）に放送されていたラジオ番組。

## 番組概要
週ごとにテーマを決め、リスナーからのメールを紹介しながら、坐間と小野塚の2人でテーマトークを繰り広げる内容となっている。
毎週、番組の冒頭では様々なスイーツを紹介するのが恒例となっており、他にも、クラシック、ミュージカル好きの坐間が生活の中に音楽を取り入れるヒトネタを届けるコーナーや、小野塚が気になった話題を届けるコーナーも随時行っている。
番組名に入っているアンダンテとは、音楽用語の速度記号で「歩くような速さで」というイタリア語由来の言葉で、「歩くようにパーソナリティーの等身大の番組」を目指すという意味が込められている。初回の放送は小野塚にとってMROラジオでの初鳴きとなった。

## パーソナリティ
ともに北陸放送アナウンサー（当時）。
- 坐間妙子
- 小野塚愛美

## エピソード
同年4月24日にTBSラジオ・爆笑問題の日曜サンデー（MROにもネット）内で行われた全日本ラジオ新番組選手権2016（JRN系列局の新番組を初回放送の音源とともに紹介し、リスナー投票により優勝を決定する。）に当番組がノミネートされ、初回放送の一部がTBSラジオを通じて各ネット局にも放送された。